# Ajay Kapoor
Ajay Kapoor es un personaje ficticio de la serie de televisión australiana Neighbours, interpretado por el actor Sachin Joab desde el 13 de julio del 2011, hasta el 12 de julio del 2013.

## Biografía
Después de leer un artículo acerca del jardín de la comunidad Ajay y sus asistentes lo visitan para realizar el consejo ahí. Poco después Ajay le dice a Toadfish Rebecchi que el concejal ha decidido cerrarlo. Ajay y su esposa Priya deciden ir al Hotel Lassiter para celebrar su aniversario de bodas sin embargo su velada es interrumpida cuando Toadie le pide a Ajay que le firme unos papeles legales.
Cuando Ajay visita el proyecto de Historia de Erinsborough Summer Hoyland lo confronta acerca de que existe corrupción dentro del consejo, sin embargo Ajay niega que el consejo esté aceptando sobornos. Poco después Susan Kennedy se acerca a Ajay y le pide que detenga el cierre del PirateNet, Ajay logra que el consejo detenga, sin embargo poco después cuando Susan y Ajay ven en la portada del periódico que el consejo ha decidido ignorar y finalizar libre expresión de la comunidad Ajay molesto le dice a Susan que se siente utilizado y que no podrá impedir el cierre del PirateNet.
Cuando Ajay se entera de que Paul Robinson convenció a su muchacha Lorraine Dowski para que lo espiara lo confronta. Poco después le dice que gracias a Peter Noonan, el consejo y sus vínculos con la firma de abogados Simmons & Colbert se había vuelto corruptos y habían contratado a alguien para sabotear el "Fitzgerald Motors" propiedad de Lucas Fitzgerald.
Ajay decide entrar en la competencia para ser reelegido como concejal, entre sus propuestas están unir a las fuerzas de policía de Erinsborough y West Waratah y convertir la estación de policía local en un centro comunitario, cuando Paul le ofrece su ayuda con la campaña Ajay lo rechaza por lo que Paul decide avergonzar a Ajay enfrente de la comunidad haciéndole preguntas difíciles acerca de sus propuestas sin embargo Ajay responde a todas y Paul es el que termina ridiculizado enfrente de toda la gente, poco después Ajay se disculpa con Paul y le pregunta su puede rentar la vieja oficina de Toadie en el Complejo de Lassiter.
Cuando Lucas es acusado de provocar un incendio en el coche de Michael Williams Ajay decide representarlo y poco después se descubre que la verdadera responsable del incendio es la hija de Michael, Natasha. Más tarde Ajay descubre que su hija Rani y Sophie Ramsay asistieron a una fiesta en la calle Ramsay la cual terminó con destrozos en varias de las casas vecinas, cuando se encuentra con Paul este le dice que tuvo que llamar a la policía dos veces y que la calle no estaría destruida si la estación de policía todavía existiera en Erinsborough.
Después de lo sucedido Paul decide publicar un artículo acerca de la fiesta y Ajay decide investigar sobre cómo es que la fiesta se salió de control al no obtener resultados Ajay decide renunciar a su puesto como concejal sin embargo antes de que lo haga Susan le dice que Paul fue el responsable de que la fiesta se saliera de control. Ajay decide quedarse como concejal y abre un centro comunitario y más tarde cuando le muestra a Karl Kennedy que sabe tocar la batería este lo invita a unirse a su banda llamada "The Right Prescription".
Cuando Ajay descubre a Rani y a Callum Jones solos en su cuarto la castiga, sin embargo cuando visita a los padres de Callum, Toadie y Sonya estos no están de acuerdo con su forma de ver lo sucedido. Más tarde Ajay queda destruido cuando su hija Rani le revela que su madre Priya tuvo una aventura con Paul Robinson, cuando Ajay confronta a Priya este se lo confirma, lo cual lo deja destrozado. Cuando Ajay ve a Paul en la calle furioso se acerca a él y lo golpea en la cara. Más tarde Priya intenta hacer todo lo posible por que Ajay la perdone pero él le dice que no lo haría, sin embargo poco después logra perdonarla y regresan.
Durante la recepción de la boda de Sonya y Toadie en marzo del 2013 ocurre una explosión y Priya queda atrapada bajo unos escombros, Ajay la lleva al hospital donde es operada, sin embargo Karl le dice a él y a Rani que Priya sufría de hipoxia cerebral, que no mejoraría y que no volvería a despertar, por lo que toma la decisión de desconectar la máquina que la mantenía con vida, Rani le pide disculpas a su madre por como se había estado portando con ella los últimos meses, que la iba a extrañar y que la amaba y Ajay le pide disculpas por no haberla protegido, que la amaba y le prometía que cuidaría de Rani, poco después los doctores desconectan a Priya, lo que deja destrozados a Ajay y Rani.
En julio del 2013 cuando Ajay se entera de que su abuela tiene una enfermedad terminal decide irse de Australia para estar junto a ella y le pide a Karl y a Susan que cuiden de Rani, pero ella decide que no se va a quedar sin su padre, y Ajay y Rani se van de Ramsay Street y se mudan a la India.
Unos meses después cuando Rani regresa brevemente a Erinsborough les dice a sus amigos que ella y su padre habían decidido mudarse a Londres.